# 朱豪
白朱鎬（：／ Baek Zu-Ho；1996年7月4日—），藝名朱豪（韓語：주호），出生于韓國首爾特別市城北區，現為韓國FNC娛樂旗下的首支男子舞蹈組合SF9的主Rapper 。2015年時以Neoz School 1期生公開，出道前曾客串清潭洞111，主演網路劇Click Your Heart。2018年開始，陸續為SF9創作多首歌曲，並會在SoundCloud與SF9官方YouTube頻道上發佈個人音樂作品。

## 簡歷

### 出道前
2015年12月12日，以練習生身份參加FNC日本家族演唱會；12月16日，公開為NEOZ SCHOOL成員。2016年參演 FNC娛樂與Mnet合作的選秀節目《D.O.B(Dance or Band)》；4月9日，公開為SF9成員。

### 出道後
2016年10月5日，以SF9的主Rapper正式出道，在隊內表情符號為🦁(獅子)。2018年開始，陸續為SF9創作歌曲，如 ⟨PHOTOGRAPH⟩、⟨Life Is So Beautiful⟩、⟨Play Hard⟩等，並會在SoundCloud與SF9官方YouTube頻道上發佈個人的音樂作品。2019年2月因腰傷復發的關係，缺席SF9迷你六輯《NARCISSUS》的打歌行程；6月，以SF9迷你七輯《RPM》正式歸隊。

## 音樂作品

### 個人作品
- 於SF9第3張迷你專輯《Knights of the Sun》中參與製作

- 於SF9第5張迷你專輯《Sensuous》中參與作詞作曲＜PHOTOGRAPH＞

- 於SF9第6張迷你專輯《NARCISSUS》中參與作詞作曲＜Life Is So Beautiful＞

- 於SF9第7張迷你專輯《RPM》中參與作詞作曲＜Echo＞

- 於SF9第1張正規專輯《FIRST COLLECTION》中參與作詞作曲＜Dance With Us＞

- 於SF9第8張迷你專輯《9loryUS》中參與作詞作曲＜Go High＞

- 於SF9第9張迷你專輯《RUMINATION》中參與作詞作曲＜오늘이라서(For Fantasy)＞

2019
- Champaign [4]

- Be Alone [5]

- 閣樓（다락방）（feat. Sogumm）[6]

- 以這一首歌（이 노래 하나로）[7]

2020
- PHOTOGRAPH DEMO Ver. [8]

- BANG BANG(feat. SF9 仁誠)[9]

- STOLE (feat. SF9 柳太陽)[10]

- 命運論(운명론)(feat. SF9 澯熙)[11]

- Rose’s (feat. SF9 柳太陽) [12]

- Dance With Us(ZUHO Ver.)[13]

- 그때 그 어느 날(那時某一天) (feat.SF9 在允)[14]

- 웃서나 보자고(就笑笑吧)[15]

- 마지막 축제(最後的慶典) [16]

- 봄 아님 가을이겠지 (Duet With.SF9 在允)[17]

### 客串專輯
| 發行日期       | 歌名       | 合作藝人 | 收錄專輯    |
| 2018年10月18日 | Come to Me | 李洪基   | 《DO n DO》 |
| 2019年1月8日   | Twilight   | 金珠娜   |             |

## 影視作品

### 電視劇/網路劇
| 年份   | 劇名                  | 角色   | 性質   |
| ------ | --------------------- | ------ | ------ |
| 2016年 | Click Your Heart      | 白朱豪 | 男主角 |
| 2020年 | Meal Kid              | 在京   | 男配角 |
| 2021年 | 撲通撲通放送事故      | 車善宇 | 男主角 |
| 2021年 | Emergency             | 白代理 |        |
| 2021年 | 국가의 탄생           | 국호국 |        |
| 2022年 | 사랑했다는 현재진행형 | 서진   | 男主角 |
| 2023年 | Star Struck           | 趙有才 | 男主角 |
| 2024年 | Under The Gun         | 高建   | 男主角 |

### 綜藝/訪談節目
所屬團體之共同作品，請參閱 SF9

## 外部連結
- 朱豪的Instagram帳戶
- 朱豪的SoundCloud帳戶[24]